# Giacomo Lorenzini
Giacomo Lorenzini (Cecina, 25 gennaio 1973) è un allenatore di calcio ed ex calciatore italiano, di ruolo attaccante, tecnico dell'Under-15 del Chievo.

## Biografia
Diplomatosi al liceo scientifico con 46/60, intraprese gli studi universitari prima in scienze politiche e poi in economia, abbandonando gli studi per l'impossibilità di conciliarli con il calcio.

## Caratteristiche tecniche

### Giocatore
Era un centravanti di peso, forte fisicamente.

## Carriera

### Giocatore

#### Club
Cresciuto nel Milan che lo prelevò dal Cecina, con le giovanili rossonere ha realizzato 7 gol nel Campionato Primavera, 4 in Coppa Italia Primavera e nel Campionato Berretti e 5 al Torneo di Viareggio.
Nel Milan non fu mai schierato in campionato e nel 1993 scende in Serie B dove gioca con le maglie di Pisa e Como; in seguito gioca anche in C.
Fa ritorno in cadetteria nel 1997 nella Reggina, e successivamente giocherà in numerose squadre di Serie C (tra le quali Castel di Sangro, Palermo, Livorno e di nuovo Pisa).
In seguito gioca in quarta serie con Carpenedolo e Bassano Virtus e poi in Serie D ancora nel Carpenedolo e poi nel Villafranca Veronese, in cui è arrivato il 31 dicembre 2010.

#### Nazionale
Nel 1993 ha giocato una partita di qualificazione al Campionato europeo di calcio Under-21 1994 contro la Danimarca.

### Allenatore
Inizia la carriera di allenatore con la squadra con cui si era ritirato, il Villafranca Veronese, allenandone la formazione Juniores. Il 22 aprile viene nominato allenatore della prima squadra in sostituzione dell'esonerato Davide Pellegrini. Debutta sulla panchina della squadra di Serie D tre giorni dopo, vincendo per 2-0 sulla Virtus Pavullese. Dal dicembre del 2013 è subentrato a Fabrizio Sona sulla panchina del Vigasio, nel girone A del campionato veneto di Eccellenza.

## Palmarès

### Giocatore

#### Club
- Campionato italiano Serie C1: 2

Crotone: 1999-2000 (girone B)
Treviso: 2002-2003 (girone A)
- Coppa Italia Serie C: 1

Bassano Virtus: 2007-2008
Capocannoniere Serie C2 anno 2007/2008
- Coppa Italia Serie C: 1

Treviso: 2002-2003